# James Shigeta
James Saburō Shigeta (Honolulu, Territorio de Hawái, 17 de junio de 1929-Los Ángeles, California, 28 de julio de 2014) fue un actor y vocalista estadounidense con ascendencia japonesa.

## Biografía
Shigeta nació en el territorio de Hawái de ascendencia japonesa, en 1929. Estudió drama en la Universidad de Nueva York.
Apenas comenzando su carrera se alistó en el Cuerpo de Marines durante la Guerra de Corea. Allí sirvió durante dos años y medio y alcanzó el grado de sargento de personal.

## Carrera

### Como actor
Su primer papel llegaría de la mano de Samuel Fuller en The Crimson Kimono como el detective Joe Kojaku, en 1959. En dicho papel, Shigeta obtuvo el Globo de Oro en la categoría de Nueva estrella del año.
En la década de los 60s iría ganando popularidad. Sus mayores papeles en este lapso de tiempo serían Cry for Happy y Bridge to the Sun de 1961 junto a Glenn Ford y Carroll Baker, respectivamente. En 1966, actuaría junto a Elvis Presley en Paradise, Hawaiian Style.
Sus papeles más importantes y reconocidos llegarían con Midway (1976) y Die Hard (1988) en las que interpretó a Chūichi Nagumo y Joseph Yoshinobu Takagi, respectivamente. En dichos títulos compartiría elenco con estrellas como Charlton Heston, Henry Fonda, Toshirō Mifune, James Coburn, Pat Morita, Glenn Ford, Robert Webber, Bruce Willis y Alan Rickman, entre otros.

### Como vocalista
Shigeta concursó en el show de talentos de televisión de Ted Mack, The Original Amateur Hour. Durante este tiempo, su agente le dio el nombre de "Guy Brion" aludiendo a Shigeta como un europeo culto. Bajo su nuevo nombre desarrolló una carrera musical en clubs nocturnos en los Estados Unidos, cantando en lugares tales como el Mocambo en Los Angeles Players Club. A pesar de dicho éxito, tuvo que irrumpir su carrera por la actuación en el cine.

## Muerte
Shigeta falleció mientras dormía el 28 de julio de 2014 a la edad de 85 años, en Beverly Hills.

## Filmografía
| Año  | Título                          | Personaje               | Notas |
| ---- | ------------------------------- | ----------------------- | ----- |
| 1959 | The Crimson Kimono              | Joe Kojaku              |       |
| 1960 | Walk Like a Dragon              | Cheng Lu                |       |
| 1961 | Cry for Happy                   | Suzuki                  |       |
| 1961 | Bridge to the Sun               | Hidenari Terasaki       |       |
| 1961 | Flower Drum Song                | Wang Ta                 |       |
| 1966 | Paradise, Hawaiian Style        | Danny Kohana            |       |
| 1966 | Death Walks in Laredo           | Lester Koto             |       |
| 1967 | The Mystery of the Chinese Junk | George Ti Ming          |       |
| 1968 | Nobody's Perfect                | Toshi O'Hara            |       |
| 1968 | Manila, Open City               | Murakami                |       |
| 1973 | Lost Horizon                    | To Len                  |       |
| 1975 | The Yakuza                      | Goro                    |       |
| 1976 | Midway                          | Chūichi Nagumo          |       |
| 1988 | Die Hard                        | Joseph Yoshinobu Takagi |       |
| 1989 | Cage                            | Tin Lum Yin             |       |
| 1990 | China Cry                       | Dr. Sung                |       |
| 1994 | Cage II                         | Tin Lum Yin             |       |
| 1995 | Midnight Man                    | Mao Mak                 |       |
| 1996 | Space Marines                   | Nakamura                |       |
| 1997 | Drive                           | Sr. Lau                 |       |
| 1998 | Mulan                           | General Li              | Voz   |
| 2000 | Brother                         | Sugimoto                |       |
| 2002 | A Ribbon of Dreams              | Jimmy Chan              |       |
| 2009 | The People I've Slept With      | Charles Yang            |       |